# Заболотский, Виктор Васильевич
Ви́ктор Васи́льевич Заболо́тский (род. 19 апреля 1946, Москва) — заслуженный лётчик-испытатель СССР, космонавт-испытатель, президент Федерации любителей авиации России. Многократный рекордсмен мира по самолётному спорту.

## Биография
Родился в городе Москве. Работал электромонтажником на заводе. В 1966 г. окончил Московский городской аэроклуб, в 1969 г. — Центральную объединённую лётно-техническую школу ДОСААФ в Калуге. В 1969—1973 гг. — лётчик-инструктор Калужского учебного центра ДОСААФ. В 1975 году окончил Школу лётчиков-испытателей, в 1981 году заочно Академию гражданской авиации, в 1985 году — ЦПК им. Ю. А. Гагарина.
- С 1975 года — на лётно-испытательной работе в ЛИИ им. М. М. Громова.
- В 1988—1996 гг. — командир отряда Отраслевого комплекса подготовки космонавтов-испытателей в ЛИИ им. М. М. Громова.
- Кандидат в мастера спорта по самолётному спорту.
- В период с ноября 1991 по февраль 1992 г. руководил межконтинентальным перелетом по маршруту Россия - Австралия - Россия, протяженностью 47 тыс. км.
- С 12 декабря 1991 года является членом Международного общества летчиков-испытателей.
- В 1998 году Заболотский был избран президентом ФЛА[1].

## Летная и испытательная работа
Общий налет - более 6000 часов, освоил более 200 типов летательных аппаратов.
Провёл большой цикл лётных исследований и лётно-конструкторских испытаний на самолётах вертикального взлёта и посадки Як-38 и Як-38У по определению максимально возможного взлётного веса при вертикальном взлёте с коротким разбегом; по выполнению прерванного взлёта на режимах короткого разбега; по выполнению посадки ночью на тяжёлый авианесущий крейсер «Киев» по лазерной системе посадки.
Впервые выполнил посадки с гаком на бетонную полосу на самолёте МиГ-27ЛЛ. Единственный лётчик, выполнивший ночные посадки по лазерной системе «Глиссада-М» на палубы трёх ТАКР: «Минск», «Киев» и «Новороссийск». 
Провёл лётные испытания на МиГ-29, Су-17М, Су-26, МиГ-23. Провёл серию лётных испытаний на летающих лабораториях Су-7УБ и МиГ-23УБ с использованием телевизионной информации по поиску и выполнению атак наземных целей, лётно-конструкторские испытания экспериментального самолёта «Квант» ОСКБ МАИ.
Прошёл курс общекосмической подготовки в ЦПК и подготовку по программе многоразового космического корабля «Буран». Провёл цикл исследований в интересах корабля «Буран» на летающих лабораториях Су-7, Су-17, МиГ-31, Су-27, Ил-62.
4 июня 1981 года установил на экспериментальном спортивно-пилотажном самолёте «Квант» в классе С-1-b/группе I два мировых рекорда:
- время набора высоты 6000 м. — 16 мин 6 с.
- высота горизонтального полёта — 6550 м.[2]

## Летные происшествия
28 июля 1992 года во время тренировочного полета на Як-38 при подготовке к МосАэроШоу' 92 на высоте 50 метров произошло самопроизвольное катапультирование летчика через фонарь кабины. Заболоцкий успешно приземлился, самолёт разбился.. Данное происшествие освещается в документальном фильме «Испытатели. Выжить в катастрофе».

## Награды
Награждён орденом «За личное мужество» (29 декабря 1992), юбилейной медалью «В память 850-летия Москвы» (1997).